# Monze (Zambia)

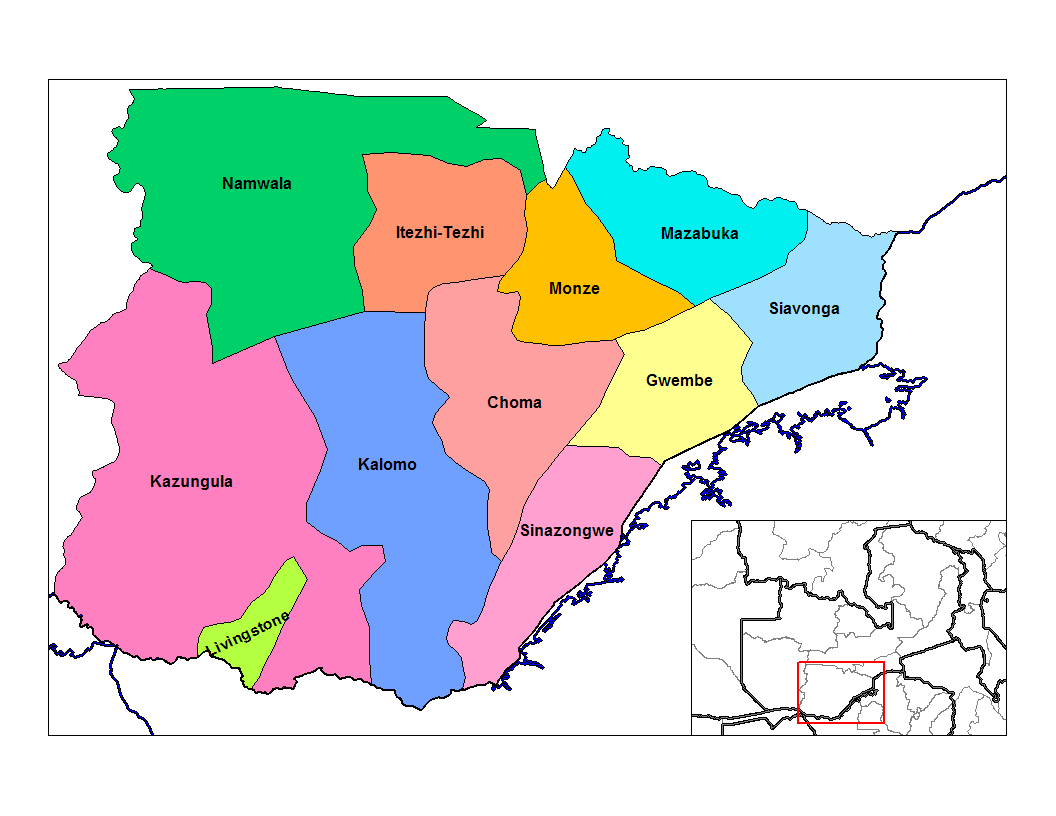
Het district Monze (oranje) binnen de provincie Southern

Monze is een plaats in de provincie Southern in Zambia. Het is de hoofdplaats van het district Monze, dat ongeveer 800.000 inwoners telt. Monze zelf telde in 2010 108.671 inwoners. Er leven voornamelijk Tonga.
Monze ligt ongeveer 190 km ten zuiden van Lusaka en ligt aan de Great North Route tussen Livingstone en Victoria Falls.
Door de hoogte is het klimaat er relatief gematigd. Het regenseizoen duurt er van eind november tot april.

## Religie
Sinds 1962 is Monze de zetel van een rooms-katholiek bisdom.